# Tiden går
|  | Denne artikel er oprettet af botten PalnaBot ud fra en ekstern database. Den kan derfor have sproglige fejl eller mangler. Denne skabelon kan fjernes efter kontrol af indholdet. |

Tiden går er en dokumentarfilm instrueret af Arun Dhundale, Mette-Ann Schepelern, Pia Bovin, Aage Rais-Nordentoft, Merete Borker, Lennart Pasborg efter manuskript af Torben Glarbo.

## Handling
I fem små film reflekterer børn i 10-12 års alderen over fænomenet tid: årtusindets store opfindelse, den vanskelige kærlighed, en smertefuld erindring, flyvske fremtidsdrømme, tiden som abstrakt begreb og personlig oplevelse - forandring og gentagelse. Fem forskellige instruktører har under overskriften Millennium iscenesat børnenes refleksioner.